# Cirrhochrista grabczewskyi
Cirrhochrista grabczewskyi is een vlinder uit de familie van de grasmotten (Crambidae), uit de onderfamilie van de Spilomelinae. De wetenschappelijke naam van deze soort is voor het eerst voorgesteld door Eduard Hering in een publicatie uit 1903.
De soort komt voor op het vasteland van tropisch Afrika, waaronder Mali, Liberia, Ghana, Nigeria, Kameroen, Kenia, Zimbabwe en Zuid-Afrika.